# Bethan Wright
Bethan Mary Wright (* 30. Januar 1996 in Northampton) ist eine britische Schauspielerin und ein Model.

## Leben und Karriere
Wright wurde am 30. Januar 1996 in Northampton geboren. Im Alter von vier Jahren lernte sie Ballett und Stepptanz und nahm an verschiedenen Talentshows teil. Sie besuchte die Spratton Hall School und später die Sylvia Young Theatre School.
Zunächst arbeitete sie als Model und trat in verschiedenen Werbespots wie Clarks, Canon und Philadelphia auf. Ihr Debüt gab sie 2014 in der Fernsehserie Dixi. Anschließend war Wright 2016 in den Filmen Breakdown und Between Two Worlds zu sehen. Von 2016 bis 2017 bekam sie in The Lodge eine Hauptrolle. Zwischen 2019 und 2020 lieh sie unter anderem Prunella in Das Haus der 101 Dalmatiner ihre Stimme. 2021 spielte sie in dem Film Sensation mit.

## Filmografie
- 2014–2016: Dixi (Fernsehserie, 86 Folgen)
- 2016: Breakdown
- 2016: Between Two Worlds
- 2016–2017: The Lodge (Fernsehserie, 25 Folgen)
- 2019–2020: Das Haus der 101 Dalmatiner (Fernsehserie, 6 Folgen)
- 2021: Sensation